# Sozialgericht Magdeburg

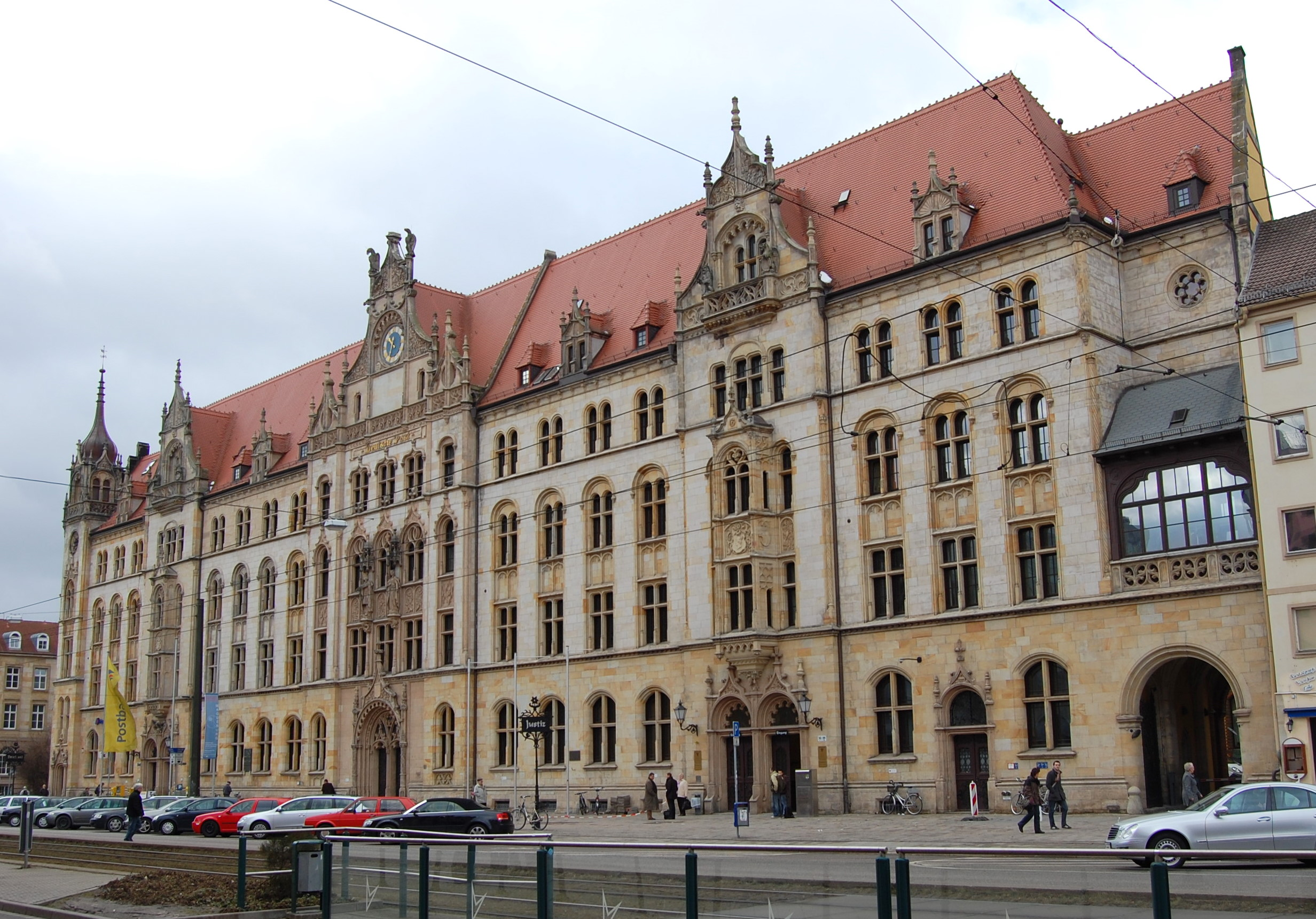
Justizzentrum Eike von Repgow

Das Sozialgericht Magdeburg ist ein Gericht der Sozialgerichtsbarkeit mit Sitz in der Landeshauptstadt Magdeburg. Es ist eines von drei Sozialgerichten in Sachsen-Anhalt, nachdem das Sozialgericht Stendal 2010 geschlossen und dessen Gerichtsbezirk Magdeburg zugeschlagen worden ist. Präsident des Sozialgerichts ist Peter Stellmach.

## Gerichtsgebäude
Das Sozialgericht hat seinen Sitz im Justizzentrum Eike von Repgow im Breiten Weg 203-206.

## Spruchkörper
Bei dem Sozialgericht bestehen seit dem 13. Juli 2020 insgesamt 37 Kammern, die mit 35 Berufsrichtern besetzt sind. Der Frauenanteil beträgt mit 17 Richterinnen 48,5 %.

## Übergeordnete Gerichte und Gerichtsbezirk
Das Sozialgericht Magdeburg ist örtlich für die Stadt Magdeburg, den Landkreis Harz, den Salzlandkreis und den Landkreis Börde, den Altmarkkreis Salzwedel, den Landkreis Stendal und den Landkreis Jerichower Land zuständig. Die sachliche Zuständigkeit ergibt sich aus dem Sozialgerichtsgesetz.
Dem Sozialgericht Magdeburg ist das Landessozialgericht Sachsen-Anhalt in Halle (Saale) übergeordnet. Dieses ist dem Bundessozialgericht in Kassel untergeordnet.